# Barış Alper Yılmaz
Barış Alper Yılmaz (Rize, 23 mei 2000) is een Turkse voetballer die doorgaans als vleugelspeler speelt. Hij maakte zijn debuut voor het Turks voetbalelftal op 12 november 2021.

## Clubcarrière
Yılmaz begon met voetballen bij een lokale voetbalclub in zijn geboortestad Rize. In 2017 maakte hij een transfer naar Ankara Demirspor, dat op dat moment uitkwam in het vierde niveau. Na drie seizoenen werd hij overgenomen door Ankara Keçiörengücü, dat gepromoveerd was naar de TFF 1. Lig.
Op 9 juli 2021 werd zijn transfer naar Galatasaray bekendgemaakt. Yılmaz werd de speler met de meest gespeelde wedstrijden in het seizoen 2023/24. Hij speelde 70 wedstrijden op club- en interlandniveau. Hij speelde alle wedstrijden mee met het Turks nationaal elftal en bij Galatasaray speelde hij, op één wedstrijd na, alle wedstrijden mee. De gemiste wedstrijd kwam door een schorsing. 

## Clubstatistieken
| Seizoen | Club             | Competitie | Competitie | Competitie | Competitie | Beker | Beker | Beker | Internationaal | Internationaal | Internationaal | Totaal | Totaal | Totaal |
| Seizoen | Club             | Competitie | Wed.       | Dlp.       | Ass.       | Wed.  | Dlp.  | Ass.  | Wed.           | Dlp.           | Ass.           | Wed.   | Dlp.   | Ass.   |
| ------- | ---------------- | ---------- | ---------- | ---------- | ---------- | ----- | ----- | ----- | -------------- | -------------- | -------------- | ------ | ------ | ------ |
| 2017/18 | Ankara Demirspor | 3. Lig     | 4          | 0          | 0          | 2     | 0     | 0     | —              | —              | —              | 6      | 0      | 0      |
| 2018/19 | Ankara Demirspor | 2. Lig     | 16         | 1          | 0          | 1     | 0     | 0     | —              | —              | —              | 17     | 1      | 0      |
| 2019/20 | Ankara Demirspor | 2. Lig     | 19         | 0          | 0          | 1     | 0     | 0     | —              | —              | —              | 20     | 0      | 0      |
| 2020/21 | Keçiörengücü     | 1. Lig     | 34         | 8          | 5          | 2     | 0     | 0     | —              | —              | —              | 36     | 8      | 5      |
| 2021/22 | Galatasaray      | Süper Lig  | 17         | 0          | 0          | 1     | 0     | 0     | 5              | 0              | 0              | 23     | 0      | 0      |
| 2022/23 | Galatasaray      | Süper Lig  | 25         | 4          | 2          | 5     | 0     | 0     | —              | —              | —              | 30     | 4      | 2      |
| 2023/24 | Galatasaray      | Süper Lig  | 37         | 6          | 7          | 4     | 1     | 1     | 14             | 0              | 4              | 55     | 7      | 12     |
| 2024/25 | Galatasaray      | Süper Lig  | 32         | 12         | 3          | 5     | 1     | 1     | 11             | 1              | 2              | 48     | 14     | 6      |
| 2025/26 | Galatasaray      | Süper Lig  | 2          | 3          | 1          | 0     | 0     | 0     | 0              | 0              | 0              | 2      | 3      | 1      |
| Totaal  | Totaal           | Totaal     | 186        | 34         | 18         | 21    | 2     | 2     | 30             | 1              | 6              | 237    | 37     | 26     |

Bijgewerkt tot en met 15 augustus 2025.

## Interlandcarrière
Op 13 november 2021 maakte hij zijn debuut in de 6-0 gewonnen wedstrijd in het kader van de kwalificatie voor het wereldkampioenschap voetbal 2022 tegen Gibraltar.
Op 12 oktober 2023 maakte hij zijn eerste doelpunt voor Turkije. Dankzij zijn doelpunt won Turkije met 0-1 van Kroatië tijdens de kwalificatie voor het Europees kampioenschap voetbal in 2024. Het werd de eerste thuisnederlaag in de geschiedenis van Kroatië tijdens een EK-kwalificatietoernooi.
Yılmaz werd opgenomen in de selectie voor het EK 2024. Hij speelde alle vijf wedstrijden (drie groepswedstrijden, achtste finale en kwartfinale) volledig mee als centrumspits.

## Trivia
Yılmaz draagt doorgaans het rugnummer 53 bij de clubs waar hij speelt, als verwijzing naar de kentekencode van de provincie Rize, waar hij is geboren en getogen.
4 Jakobs ·
5 Aydın ·
6 Sánchez ·
7 Sallai ·
8 Sara ·
9 Icardi ·
10 Sané ·
11 Akgün ·	
17 Elmalı ·
18 Kutlu ·
19 Güvenç ·
21 Kutucu ·
22 Zaniolo ·
23 Ayhan ·
24 Jelert ·
25 Nelsson ·
26 Cuesta ·
27 Köhn ·
30 Demir ·
33 Gürpüz ·
34 Torreira ·
42 Bardakcı ·
45 Osimhen ·
50  J. Yılmaz ·
53 B. Yılmaz ·
81 Bülbül ·
83 Akman ·
88 Karataş ·
90 Baltacı ·
91 Ünyay ·
99 Lemina ·
Coach: Buruk
1 Günok ·
2 Çelik ·
3 Demiral ·
4 Akaydın ·
5 Yokuşlu ·
6 Kökçü ·
7 Aktürkoğlu ·
8 Güler ·
9 Tosun ·
10 Çalhanoğlu  ·
11 Yazıcı ·
12 Bayındır ·
13 Kaplan ·
14 Bardakcı ·
15 Özcan ·
16 Yüksek ·
17 Kahveci ·
18 Müldür ·
19 Yıldız ·
20 Kadıoğlu ·
21 Yılmaz ·
22 Ayhan ·
23 Çakır ·
24 Kılıçsoy ·
25 Akgün ·
26 Yıldırım ·
Coach: Montella